# Sången från södern
Sången från södern (eng: Swanee River) är en amerikansk biografisk film från 1939 i regi av Sidney Lanfield. Filmen handlar om Stephen Foster, en låtskrivare från Pittsburgh som blir förtjust i södern, gifter sig med en sydstatsflicka och anklagas för att sympatisera med södern när inbördeskriget bryter ut. I huvudrollerna ses Don Ameche, Andrea Leeds och Al Jolson.
Likt andra biografifilmer producerade av 20th Century Fox vid tiden är filmen mer fiktiv än den är faktabaserad.

## Rollista i urval
- Don Ameche - Stephen Foster
- Andrea Leeds - Jane McDowell Foster
- Al Jolson - Edwin P. Christy
- Felix Bressart - Henry Kleber
- Chick Chandler - Bones
- Russell Hicks - Andrew McDowell
- Charles Trowbridge - Mr. Foster
- George Meeker - Henry Foster
- Charles Tannen - Morrison Foster

## Musik i filmen
- "Curry a Mule", skriven av Sidney Lanfield & Louis Silvers
- "Gwine Down the River", skriven av William 'Wee Willie' Davis
- "Mule Song", skriven av Hall Johnson
- "Oh! Susanna", skriven av Stephen Foster
- "Gwine to Rune All Night (De Camptown Races)", skriven av Stephen Foster, sång av Al Jolson
- "My Old Kentucky Home, Good-Night", skriven av Stephen Foster
- "Ring de Banjo", skriven av Stephen Foster
- "Jeanie with the Light Brown Hair", skriven av Stephen Foster
- "Old Black Joe, skriven av Stephen Foster
- "Old Folks at Home (Swanee River)", skriven av Stephen Foster, sång av Al Jolson
- "Beautiful Dreamer", skriven av Stephen Foster